# Android Auto
Android Auto — мобильное приложение, созданное Google для отражения функций устройства Android, например смартфона, на приборной панели автомобиля и головном устройстве автомобиля.
После сопряжения устройства Android с главным устройством система может отображать некоторые приложения на дисплее автомобиля. Поддерживаемые приложения включают отображение GPS и навигацию, воспроизведение музыки, SMS, телефон и поиск в Интернете. Система поддерживает головные устройства как с сенсорным экраном, так и с кнопочным управлением; также доступна работа в режиме громкой связи с помощью голосовых команд, что рекомендуется для уменьшения отвлечения внимания водителя.
Android Auto является частью Open Automotive Alliance, совместного усилия 28 производителей автомобилей с Nvidia в качестве поставщика технологий, доступного в 36 странах.

## Функциональность

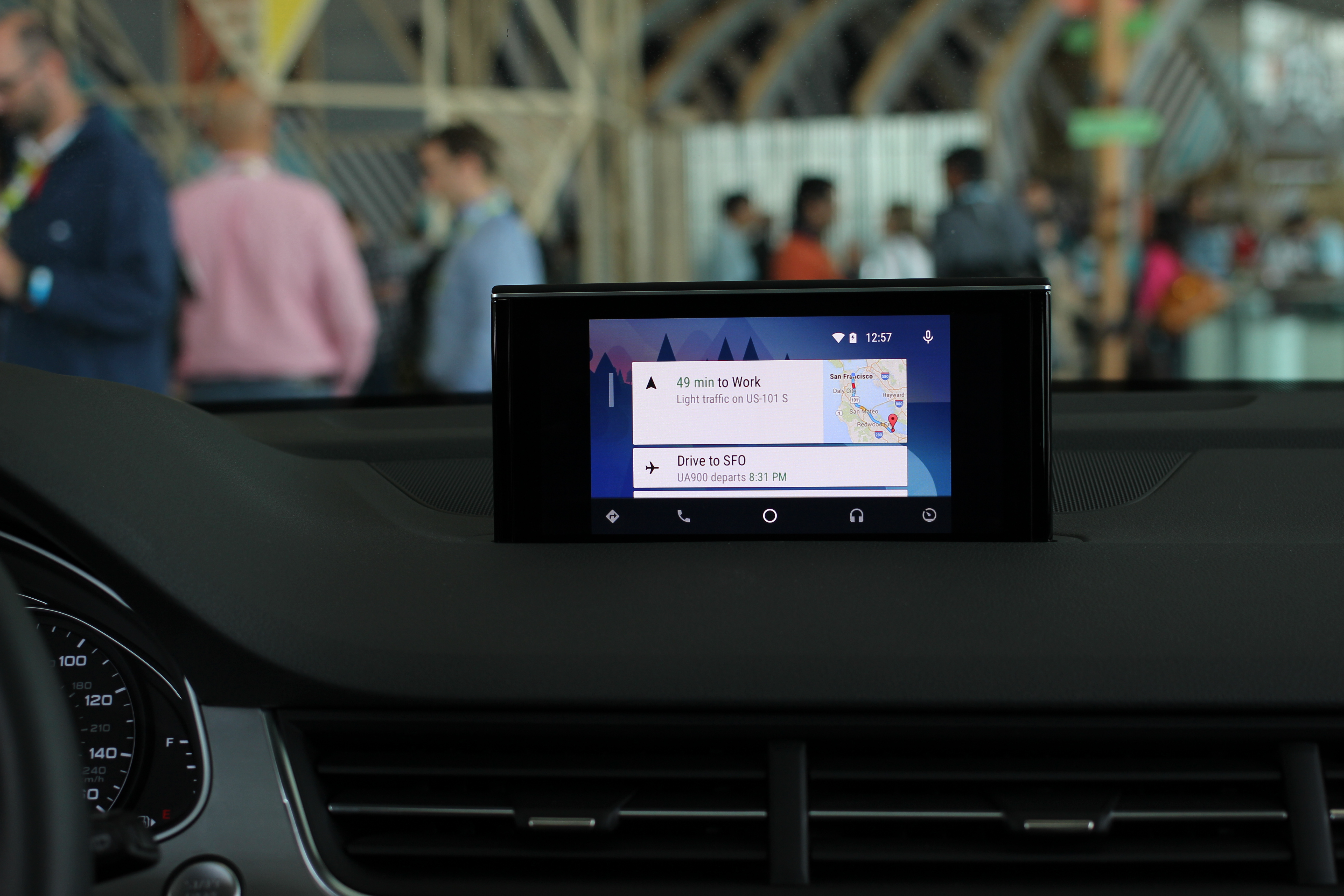
Главный экран Android Auto

После подключения устройства Android пользователя к автомобилю, головное устройство будет служить внешним дисплеем для устройства Android, отображая поддерживаемое программное обеспечение в пользовательском интерфейсе для конкретного автомобиля, предоставляемом приложением Android Auto. В первых версиях Android Auto устройство требовалось подключить к автомобилю через USB-кабель.
В качестве альтернативы, в ноябре 2016 года Google добавил возможность запускать Android Auto как обычное приложение на устройстве Android, то есть не привязанное к головному устройству автомобиля, что позволяет использовать его на головных устройствах под управлением Android или просто на личный телефон или планшет в автомобиле. Кроме того, 1 января 2018 года было объявлено, что JVCKenwood представит на выставке CES 2018 беспроводные головные устройства с поддержкой Android Auto, которые смогут работать без проводного подключения.

## Доступность

Страны, в которых доступен Android Auto

По состоянию на июнь 2020 года Android Auto доступен в 36 странах
- Аргентина
- Австралия
- Австрия
- Боливия
- Бразилия
- Канада
- Чили
- Колумбия
- Коста-Рика
- Доминиканская республика
- Эквадор
- Германия
- Гватемала
- Франция
- Индия
- Ирландия
- Италия
- Япония
- Мексика
- Новая Зеландия
- Панама
- Парагвай
- Перу
- Филиппины
- Пуэрто-Рико
- Россия
- Сингапур
- Южная Африка
- Южная Корея
- Испания
- Швейцария
- Тайвань
- Таиланд
- Великобритания
- США
- Уругвай
- Венесуэла

## История
- 25 июня 2014 — Android Auto дебютировал на Google I/O 2014.
- 19 марта 2015 — выпущен Android Auto.
- Ноябрь 2016 — Google добавила возможность запускать Android Auto как обычное приложение на устройстве Android.
- Июль 2019 — Android Auto претерпел первую серьезную переработку пользовательского интерфейса, которая, среди прочего, впервые добавила ящик приложений в Android Auto. Google также объявила, что возможность использования приложения на телефоне будет прекращена в пользу режима привода Google Assistant.[6]
- Декабрь 2020 — Google объявила о расширении Android Auto еще на 36 стран в Европе, Индонезии и других странах.[7]

## Поддержка головного устройства
В мае 2015 года Hyundai стал первым производителем, предложившим поддержку Android Auto, сделав его первым доступным в Hyundai Sonata 2015 года. Производители автомобилей, которые будут предлагать поддержку Android Auto в своих автомобилях, включают Abarth, Acura, Alfa Romeo, Audi, Bentley (скоро появятся), Buick, BMW, Cadillac, Chevrolet, Chrysler, Dodge, Ferrari, Fiat, Ford, GMC, Genesis, Holden, Honda, Hyundai, Infiniti, Jaguar Land Rover, Jeep, Kia, Lamborghini, Lexus, Lincoln, Mahindra and Mahindra, Maserati, Mazda, Mercedes-Benz, Mitsubishi, Nissan, Opel, Peugeot, Porsche, RAM, Renault, SEAT, Škoda, SsangYong, Subaru, Suzuki, Tata Motors Cars, Toyota, Volkswagen и Volvo.
Кроме того, автомобильные аудиосистемы на вторичном рынке, поддерживающие Android Auto, добавляют эту технологию в основные автомобили, в том числе Pioneer Kenwood, Panasonic и Sony.

## Критика
В мае 2019 года Италия подала антимонопольную жалобу в отношении Android Auto, указав, что политика Google, согласно которой на платформе разрешаются только сторонние мультимедийные приложения и приложения для обмена сообщениями, не позволяет Enel предлагать приложение для поиска зарядных станций транспортных средств.
По состоянию на август 2020 года Google не разрешал третьим сторонам интегрировать свои картографические приложения (навигаторы) с Android Auto, доступны только его собственные приложения — Google Карты и Waze.
Но с 2020 года также доступны сторонние навигаторы, такие как Sygic.

## Похожие технологии
- Яндекс.Авто
- CarPlay